# 卫北街道
卫北街道，是中华人民共和国河南省新乡市牧野区下辖的一个乡镇级行政单位。

## 行政区划
卫北街道下辖以下地区：
干南社区、干北社区和新电社区。